# QSO B1637+826
QSO B1637+826 ，即NGC 6251，是一個位在小熊座的巨大橢圓形電波星系，距離地球超過3.4億年。該星系為西佛二型活动星系核，是西佛星系中最極端的例子之一。該星系可能與釋放高能伽马射线輻射的伽马射线源3EG J1621+8203有關。該星系的電波瓣也相當引人注目。

## 外部連結
- Jodrell Bank Centre for Astrophysics, NGC 6251（页面存档备份，存于）
- Wikisky image（页面存档备份，存于） of NGC 6251
- Hubble Finds a Bare Black Hole Pouring Out Light（页面存档备份，存于） (Probing the heart of the active galaxy NGC 6251—September 10, 1997)